# 基爾街
基爾街是加拿大安大略省多倫多、旺市及皇帝鎮的一條南北向道路。它全長47（29英里），從多倫多的布魯亞街延伸直至荷蘭沼澤地。其原位於布魯亞街以南的路段於1921年更名為柏世徑（Parkside Drive）。

## 路線概述
柏世徑南始湖濱大道，靠近新寧西湖灘，即原新寧西遊樂園的所在地。道路向北延伸，為海柏公園的東部邊界，直至布魯亞街。道路東邊是朗士華社區。
柏世徑於布魯爾街以北轉為基爾街。基爾街穿過海柏公園北住宅區並進入交加區，其中包括鐵軌周圍的住宅區及工業區。街道經過曾經重要的加拿大太平洋鐵路西多倫多調車場附近。雖然基爾街最初直接向北延伸，但今在加拿大國家鐵路及加拿大太平洋鐵路走廊附近有一短暫中斷。
道路在艾靈頓路以南繼續延伸，並通過羅渣士道（Rogers Road）與韋斯頓道相連。在夾艾靈頓路有一處小轉向，經由Trethewey Drive及Yore Road。這條道路是約克及北約克社區的主要幹道，包括銀塘區、岩士巴利及楓葉區。它位於401號省道以北，經過登士維機場，形成西邊的住宅區及東邊的大型基爾街夾芬治工業區之間的邊界。基爾也是約克大學的東部邊界。
在士刁士路，前北約克與旺市之間的道路用地於20世紀60年代初連接起來。基爾街進入士刁士路以北的旺市，繼續穿過工業區。街道延伸至加拿大最大的鐵路調車場麥美倫調車場以西。律達福道（Rutherford Road）以北的基爾街是楓樹區的主要街道。楓樹區曾經是一個小鎮，如今已成為快速發展的郊區。在楓樹區以北，基爾街主要穿過鄉郊地區，但也是合普及皇帝市的主要街道。

## 主要路口
- 布魯亞街（Bloor Street）
- 登打士街（Dundas Street）

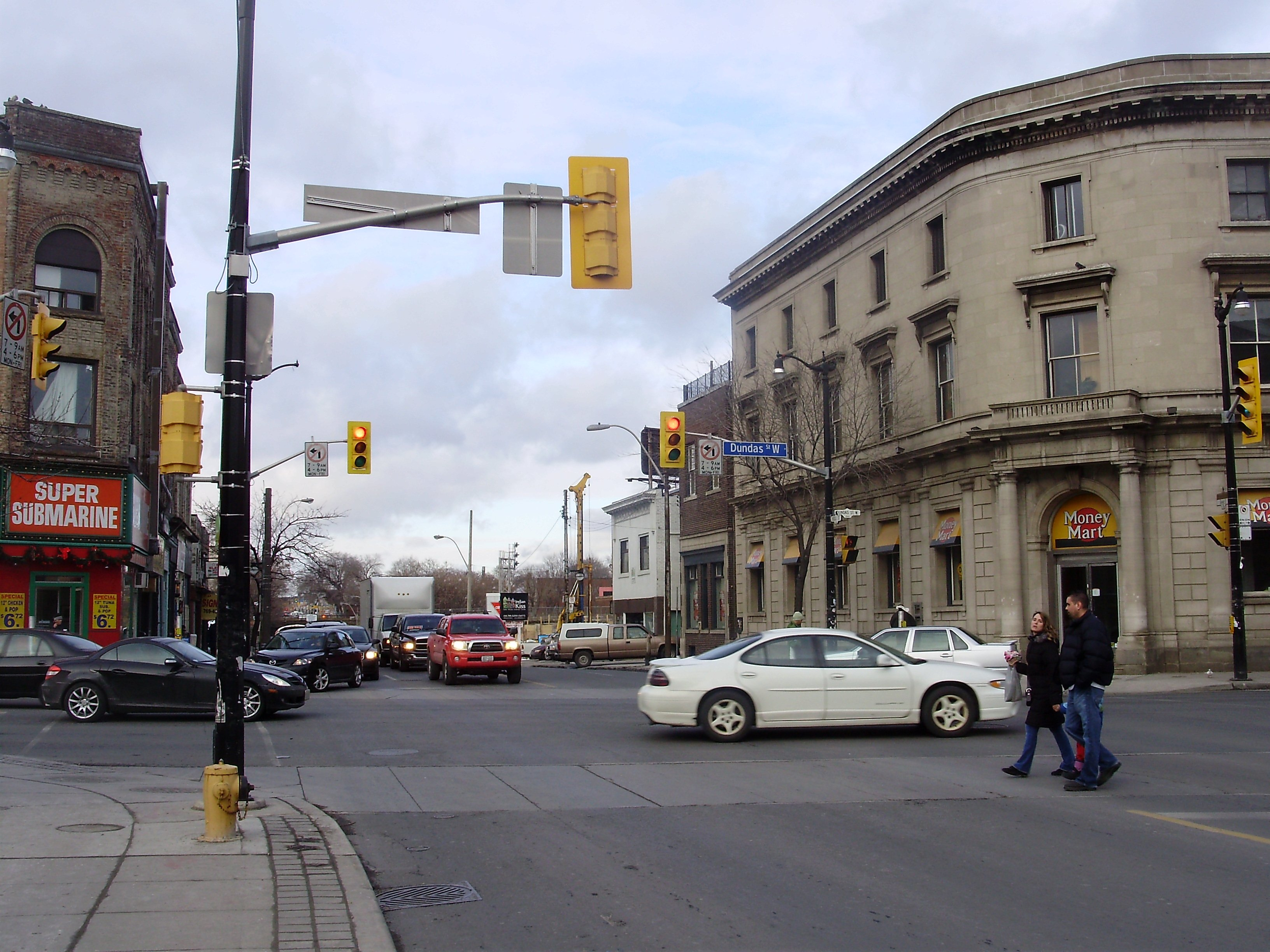
多倫多交加區 (多倫多)基爾街夾登打士街處

- 聖卡拉路（St. Clair Avenue）
- 艾靈頓路（Eglinton Avenue）
- 羅倫斯路（Lawrence Avenue）
- 衛信路（Wilson Avenue）
- 雪柏路（Sheppard Avenue）
- 芬治路（Finch Avenue）
- 士刁士路（Steeles Avenue）

## 地標
| 地標                            | 路口                      | 圖像 |
| ------------------------------- | ------------------------- | ---- |
| 海柏公園                        | 布魯亞西街                |      |
| 地鐵基爾站                      | 布魯亞西街                |      |
| 加拿大太平洋鐵路西多倫多調車場  | 登打士西街                |      |
| 夏菲書院                        | 羅渣士道（Rogers Road）   |      |
| 約克紀念書院                    | 艾靈頓西路                |      |
| 漢伯河醫院基爾街分院            | 衛信路                    |      |
| 登士維公園                      | 雪柏西路                  |      |
| 地鐵芬治西站                    | 芬治西路                  |      |
| 約克大學                        | 士刁士西路                |      |
| 麥美倫調車場                    | 7號省道                   |      |
| Keele Valley Landfill           | 麥健時少校徑              |      |
| 皇帝市GO車站                    | 車站道（Station Road）    |      |
| 皇帝市諸聖堂區                  | 皇帝道（King Road）       |      |
| Hogan's Inn                     | 皇帝道                    |      |
| 聖多默烏伊拉諾華書院            | 第15橫道（15th Sideroad） |      |
| Mary Lake Augustinian Monastery | 第15橫道                  |      |

## 外部連結
Google Maps of Keele Street
- North section
- South of St. Clair Avenue